# HD 176051
HD 176051，又名BD+32 3267，SAO 67612、HR 7162，是一個天琴座的光譜聯星系統，视星等为5.22，位于銀經63.35，銀緯13.27，其B1900.0坐标为赤經18h 53m 16.6s，赤緯+32° 13.27′ 23″。距離地球約49光年。該聯星系統的週期是22,423日（61.4日），軌道離心率0.25。相較於太陽，這兩顆恆星的金屬量較低，兩顆恆星的質量分別是1.07和0.71倍太陽質量。

## 行星系統
| 成員 (依恆星距離) | 质量         | 半長軸 (AU) | 轨道周期 (天) | 離心率 | 傾角 | 半径 |
| ----------------- | ------------ | ----------- | ------------- | ------ | ---- | ---- |
| b                 | 1.5 ± 0.3 MJ | 1.76        | 1016 ± 40     | 0      | —    | —    |

該行星的母恆星是聯星。行星的各項參數是來自質量為0.71倍太陽質量的伴星（Muterspaugh et al. 2010）。如果該行星環繞質量是1.07倍太陽質量的主星，該行星質量是2.26倍木星質量，軌道半長軸2.02天文單位。